# Topografische kaart

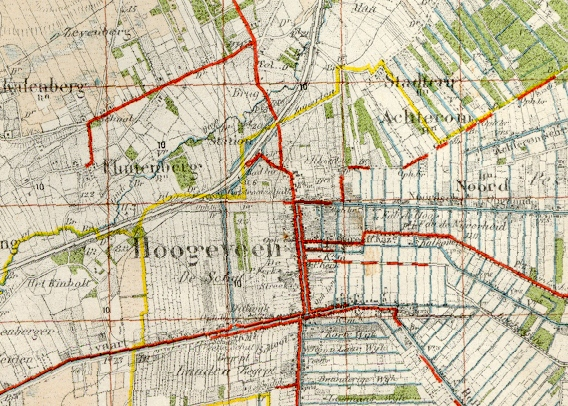
Fragment van een topografische kaart rond Hoogeveen uit 1914

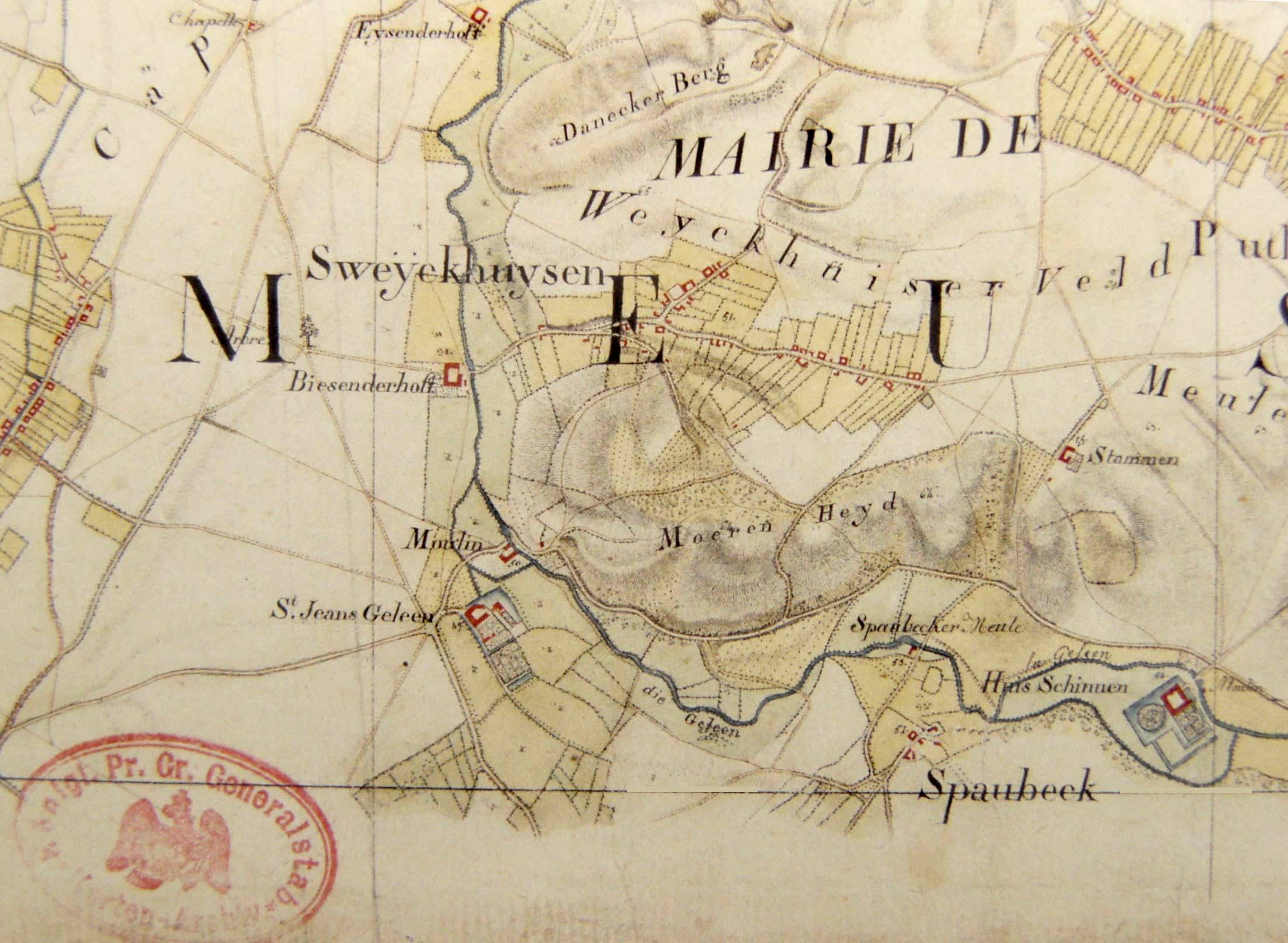
Fragment van de Tranchotkaart uit 1802

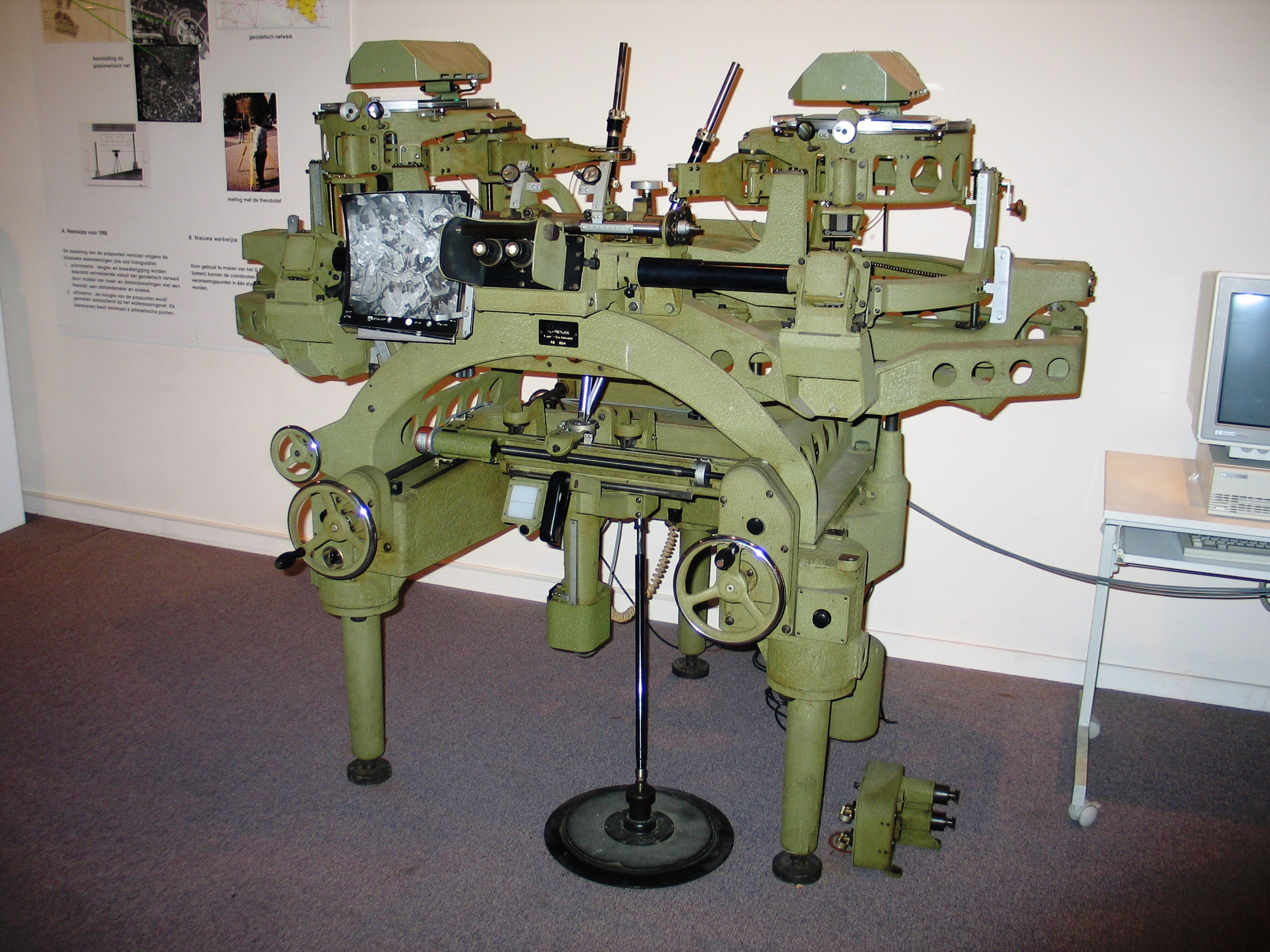
Restitutietoestel (Een 'Wild A8') in het Mercatormuseum waarmee men een stereoscopisch beeld van het terrein verkrijgt

Een topografische kaart (topo = plaats, grafisch = beschrijvend) is een kaart die bedoeld is om zo getrouw en volledig mogelijk een deel van het aardoppervlak te beschrijven door de weergave van onder meer de natuurlijke kenmerken, reliëf, de infrastructuur, de bebouwing, de natuurlijke grenzen, de bestuurlijke grenzen en gebruikte toponiemen. Een topografische kaart is dus voor algemeen gebruik bedoeld, in tegenstelling tot een thematische kaart. In principe kan in iedere schaal een topografische kaart gemaakt worden, maar meestal gaat het om kaarten in de schaal 1:50.000 of 1:25.000. In het dagelijks taalgebruik duidt men dit soort kaarten ook wel aan met het ietwat verouderde stafkaart.

## Schaal
Om alle informatie op schaal weer te geven is een schaal van 1:25.000 of gedetailleerder nodig. Op deze schaal kan een weg nog net op schaal worden weergegeven (een weg van 2,5 m breed wordt 0,1 mm breed afgebeeld). Bij 1:50.000 en kleinere schalen moeten concessies worden gedaan. Wegen worden dan breder (dus niet op schaal) afgebeeld en objecten zoals gebouwen aan de weg worden daarvoor iets verschoven afgebeeld. Om de kaart leesbaar te houden worden kleinere wegen en andere details weggelaten.
Tot ongeveer het midden van de 19e eeuw werd schaal meestal weergegeven met een schaalstok, bijv.: 'schaalstok van 5 Rijnlandse roede' of 'schaalstok van 3 uren gaans'.

## Projectie
Het is niet mogelijk het aardoppervlak zonder vertekening weer te geven op een plat vlak. Er zijn daarom veel kaartprojecties met verschillende eigenschappen. Afhankelijk van de aan de kaart gestelde eisen en het af te beelden gebied, is een projectie meer of minder geschikt. Voor topografische kartering is het gebruik van een hoekgetrouwe kaartprojectie gebruikelijk.

## Symbolen
Om een kaart leesbaar en overzichtelijk te houden worden er voor de afbeelding van bijzondere objecten, terreinkenmerken en bestuurlijke grenzen symbolen gebruikt. Enkele voorbeelden: wegwijzers, gemeentehuis, hunebedden, taludlijnen, bruggen, torens, hoogtelijnen, gemeentegrenzen.
De kleur van een vlak kan eveneens als symbool worden aangemerkt, daar zij informatie over de terreingesteldheid geeft. Paars kan op een kaart bijvoorbeeld een heideveld aangeven, terwijl de heide slechts enkele weken per jaar paars bloeit. Gebruikelijke keuzes voor de kleuren zijn groen voor bos, geel voor zand, blauw voor water en rood of zwart voor bebouwing. 
Afhankelijk van de uitgever kunnen er andere kleuren en symbolen worden gebruikt, daarom is er een verklaring van gebruikte tekens (legenda) opgenomen.

## Meten op de kaart
Op een gedrukte kaart kan op verschillende manieren gemeten worden:
- Met een liniaal kunnen hemelsbrede afstanden gemeten worden.
- Met een curvimeter of steekpasser kan de lengte van een route op de kaart bepaald worden.
- Met een planimeter kan een oppervlakte worden bepaald aan de hand van de contouren van (bijvoorbeeld) een perceel.
- Met een kompas of gradenboog kunnen richtingen in de kaart bepaald worden.
- Met de plaatsaanduider van een kaarthoekmeter kunnen coördinaten bepaald worden.

Op een digitale kaart kan met de juiste software ook gemeten worden. Enige voorzichtigheid is echter geboden. De software kan het resultaat met veel meer cijfers achter de komma geven dan de nauwkeurigheid van de kaart (schaal) en kaartprojectie.

## Uitgevers en edities

### België
In België worden topografische kaarten uitgegeven door het Nationaal Geografisch Instituut. Het nationale coördinatensysteem dat in België in gebruik is heet Lambert (2008). De kaarten zijn digitaal gratis te bekijken, maar niet gratis te downloaden.

### Nederland
In Nederland zijn er de Basisregistratie Topografie (BRT) met een schaal (indicatie van het detailniveau en de positionele nauwkeurigheid) van 1:10.000 en kleiner en de Basisregistratie Grootschalige Topografie (BGT) met een schaal van 1:500 en 1:5000.
Topografische kaarten worden uitgegeven door Kadaster Geo-Informatie, de voormalige Topografische Dienst. 
De gebruikte stereografische projectie is geoptimaliseerd voor Nederland. De Rijksdriehoekscoördinaten op de Nederlandse topografische kaarten zijn gebaseerd op deze projectie. Daarnaast worden ook geografische coördinaten weergegeven, sinds de opkomst van het gebruik van gps onder consumenten zijn dat ETRS89-coördinaten.
Digitale topografische kaarten van Nederland worden sinds 2012 gratis beschikbaar gesteld door het Kadaster. Publieke Dienstverlening Op de Kaart (PDOK) is een samenwerkingsverband van de partners Ministerie van Infrastructuur en Waterstaat, Ministerie van Economische Zaken en Klimaat, Ministerie van Binnenlandse Zaken en Koninkrijksrelaties, Kadaster, Rijkswaterstaat en Geonovum. Het is in Nederland de centrale portal waarlangs geo-informatie wordt verstrekt. Kaarten kunnen bekeken worden met de PDOK-viewer, en in verschillende bestandsformaten kunnen allerhande digitale geo-informatieproducten gratis worden gedownload, waaronder bijvoorbeeld de TOP10NL, een gedetailleerd topografisch vectorbestand van Nederland. Goed bruikbaar zijn ook gegeorefereerde rasterafbeeldingen van de kaarten 1:25.000 (TOP25raster) en 1:50.000 (TOP50raster). De digitale topografische kaart van Nederland is onder andere via de app Topo GPS beschikbaar.
Papieren topografische kaarten zijn via internet bij het Kadaster en op meerdere andere plaatsen te bestellen. Het aantal bladen is afgenomen doordat grensstreekbladen uitgebreid zijn met andere bladen, waardoor deze een grotere, afwijkende uitsnede kregen. Deze worden niet meer gedrukt, maar (sinds 2016) on demand geprint. Hierdoor is de oorspronkelijke bladindeling weer toegepast, omdat alle bladen gelijkvormig dienen te zijn. 

### Andere landen
De meeste landen ter wereld hebben een National Mapping Agency dat verantwoordelijk is voor de topografische kaarten van het land. Binnen de NAVO is dit zelfs verplicht. Ook in ontwikkelingslanden bestaan deze diensten, maar ontbreekt het aan budget om kaarten te updaten of te herdrukken. In sommige landen zijn topografische kaarten militair geheim en daarom niet voor recreatieve doeleinden beschikbaar. Opentopomap is een initiatief om op basis van open data van OpenStreetMap en een globaal wereldwijd hoogtemodel (SRTM) een topografische kaart van de gehele wereld beschikbaar te stellen.

### Facsimiles
In vergelijking met andere landen is Nederland uniek en worden er meerdere facsimiles-edities van de topografische kaarten in atlasvorm uitgegeven. Zo werd in 1990 in 4 delen de Grote historische atlas van Nederland 1:50.000 (met kaarten uit 1834-1859) en in 1992 4 delen van de Grote historische provincie atlas : 1:25 000 (tevens met kaarten uit 1834-1859) uitgegeven. Om vergelijkingen mogelijk te maken met de moderne topografische kaart waren de bladuitsnedes van de facsimiles gelijk aan de sinds 1987 uitgegeven Grote topografische atlas van Nederland 1:50.000 en sinds 1988 uitgegeven Grote provincie atlas 1:25.000. Vanaf 2003 werd ook nog de Historische topografische kaarten ... 1:25.000 uitgegeven met kaarten uit de periode 1865-1933, sinds 2007 de Topografische dubbel atlas : 1:50.000 (kaarten 1957-2008), sinds 2008 de Historische topografische atlas en sinds 2016 de Topografische atlas 1:50.000. In 2009 werd hieraan nog toegevoegd de Topografische Atlas van Nederland 2009, schaal 1:100.000. Alle uitgaven zijn gebaseerd op de topografische kaart van de Topografische Dienst.